# Liste des chefs d'État du Mexique

Drapeau présidentiel du Mexique.

Cette liste des chefs d'État du Mexique recense les deux empereurs et soixante-cinq présidents qui, depuis l'indépendance du pays en 1821, se sont succédé à la tête du pouvoir exécutif. Certains présidents n'ont assumé leurs fonctions que durant quelques jours, l'un d'entre eux, pendant 45 minutes seulement (Pedro Lascuráin Paredes). Avant son indépendance, le Mexique faisait partie du vice-royaume de Nouvelle-Espagne.
L'indépendance sera acquise le 28 septembre 1821, lorsque le vice-roi de Nouvelle-Espagne, Juan O'Donojú contresigne l'acte d'indépendance du Mexique les conservateurs dont le général Agustín de Iturbide se rallièrent à la cause indépendantiste après la proclamation d'une Constitution libérale en Espagne,,,.

## Premier Empire (1821-1823)
En application du plan d'Iguala du 24 février 1821, le Mexique devient une monarchie constitutionnelle sur le modèle européen avec Agustín de Iturbide comme empereur. Après la signature du traité de Córdoba avec le vice-roi Juan O'Donojú, une régence est d'abord mise en place :
- Régence de 1821 (du 28 septembre 1821 au 11 avril 1822) : Agustín de Iturbide (président), Juan O'Donojú (mort le 8 octobre 1821), Antonio Pérez Martínez y Robles (à partir du 9 octobre 1821), Manuel de la Bárcena, José Isidro Yañez et Manuel Velázquez de León ;
- Régence de 1822 (du 11 avril 1822 au 18 mai 1822) : Agustín de Iturbide (président), José Isidro Yañez, Miguel Valentín y Tamayo, Manuel de Heras Soto et Nicolás Bravo.

| Portrait            | Nom                      | Début du règne | Fin du règne | Notes | Armoiries |
| ------------------- | ------------------------ | -------------- | ------------ | --- | --------- |
| Agustín de Iturbide | Augustin Ier (1783-1824) | 19 mai 1822    | 19 mars 1823 | Proclamé empereur avec le soutien du peuple et de l'armée, il découvre une conspiration et dissout le Congrès. En réaction, Antonio López de Santa Anna proclame la république et Augustin Ier abdique. |           |

## Première République fédérale (1823-1836)
| No  | Portrait              | Nom                                     | Période          | Période          | Appartenance politique | Appartenance politique  | Notes |
| --- | --------------------- | --------------------------------------- | ---------------- | ---------------- | ---------------------- | ----------------------- | --- |
| —   | Nicolas Bravo         | Nicolás Bravo                           | 31 mars 1823     | 10 octobre 1824  |                        | —                       | Après l'abdication de l'empereur Augustin, le Mexique est dirigé par un Pouvoir exécutif suprême du 31 mars 1823 au 10 octobre 1824. Conçu comme un triumvirat, trois suppléants sont ajoutés pour compenser les absences des triumvirs de la capitale. |
| —   | Guadalupe Victoria.   | Guadalupe Victoria                      | 31 mars 1823     | 10 octobre 1824  |                        | —                       | Après l'abdication de l'empereur Augustin, le Mexique est dirigé par un Pouvoir exécutif suprême du 31 mars 1823 au 10 octobre 1824. Conçu comme un triumvirat, trois suppléants sont ajoutés pour compenser les absences des triumvirs de la capitale. |
| —   | Nicolas Bravo         | Pedro Celestino Negrete                 | 31 mars 1823     | 10 octobre 1824  |                        | —                       | Après l'abdication de l'empereur Augustin, le Mexique est dirigé par un Pouvoir exécutif suprême du 31 mars 1823 au 10 octobre 1824. Conçu comme un triumvirat, trois suppléants sont ajoutés pour compenser les absences des triumvirs de la capitale. |
| 1   | Guadalupe Victoria.   | Guadalupe Victoria (1786-1843)          | 10 octobre 1824  | 31 mars 1829     |                        | Parti libéral           | Premier président du Mexique, élu en 1824. Il déjoue un coup d'État du vice-président Nicolás Bravo. |
| 2   | Vicente Guerrero.     | Vicente Guerrero (1782-1831)            | 1er avril 1829   | 17 décembre 1829 |                        | Parti libéral           | Il s'impose contre le président élu, Gómez Pedraza. Les Espagnols sont vaincus à la bataille de Tampico (es), mais lui-même est chassé par Anastasio Bustamante.                                                                                        |
| 3   |                       | José María Bocanegra (1787-1862)        | 17 décembre 1829 | 23 décembre 1829 |                        | Parti libéral           | Président par intérim, il démissionne face aux rebelles de Bustamante. |
| —   |                       | Pedro Vélez                             | 23 décembre 1829 | 30 décembre 1829 |                        | —                       | Un triumvirat gouverne en attendant l'arrivée de Bustamante. |
| —   | Luis Quintanar        |                                         | 23 décembre 1829 | 30 décembre 1829 |                        | —                       | Un triumvirat gouverne en attendant l'arrivée de Bustamante. |
| —   | Lucas Alamán          |                                         | 23 décembre 1829 | 30 décembre 1829 |                        | —                       | Un triumvirat gouverne en attendant l'arrivée de Bustamante. |
| 4   | Anastasio Bustamante. | Anastasio Bustamante (1780-1853)        | 1er janvier 1830 | 13 août 1832     |                        | Parti conservateur (es) | Chef de la rébellion contre Guerrero, lequel est assassiné en 1831. |
| 5   | Anastasio Bustamante. | Melchor Múzquiz (1790-1844)             | 13 août 1832     | 24 décembre 1832 |                        | Parti libéral           | Président par intérim pendant que Bustamante combat Santa Anna. Renonce après la victoire de ce dernier. |
| 6   | Anastasio Bustamante. | Manuel Gómez Pedraza (1789-1851)        | 24 décembre 1832 | 31 mars 1833     |                        | Parti libéral           | Président élu en 1828, il revient finir son mandat. |
| 7   |                       | Valentín Gómez Farías (1781-1858)       | 1er avril 1833   | 16 mai 1833      |                        | Parti libéral           | Vice-président de Santa Anna, assume la présidence en son absence. |
| 8   |                       | Antonio López de Santa Anna (1794-1876) | 16 mai 1833      | 3 juin 1833      |                        | Parti libéral           | Président constitutionnel. |
| (7) |                       | Valentín Gómez Farías (1781-1858)       | 3 juin 1833      | 18 juin 1833     |                        | Parti libéral           | Chargé du pouvoir exécutif pendant que Santa Anna est à Veracruz pour soigner des problèmes de santé. |
| (8) |                       | Antonio López de Santa Anna (1794-1876) | 18 juin 1833     | 3 juillet 1833   |                        | Parti libéral           | De retour dans la capitale. |
| (7) |                       | Valentín Gómez Farías (1781-1858)       | 3 juillet 1833   | 27 octobre 1833  |                        | Parti libéral           | À nouveau chargé du pouvoir exécutif en l'absence de Santa Anna. |
| (8) |                       | Antonio López de Santa Anna (1794-1876) | 27 octobre 1833  | 15 décembre 1833 |                        | Parti libéral           | De retour au pouvoir. |
| (7) |                       | Valentín Gómez Farías (1781-1858)       | 15 décembre 1833 | 24 avril 1834    |                        | Parti libéral           | Chargé du pouvoir exécutif pour la 4e fois. Premières réformes libérales. Il est contraint à l'exil par une rébellion conservatrice soutenue par Santa Anna.                                                                                            |
| (8) |                       | Antonio López de Santa Anna (1794-1876) | 24 avril 1834    | 28 janvier 1835  |                        | Parti libéral           | Soutenu par les conservateurs, il annule les réformes libérales. |
| 9   |                       | Miguel Barragán (1789-1836)             | 28 janvier 1835  | 27 février 1836  |                        | Parti conservateur (es) | Président par intérim. Gravement malade, il démissionne quelques jours avant sa mort. |

## République centraliste (1836-1846)
La République centraliste est établie avec le vote des Sept Lois.
| No   | Portrait              | Nom                                     | Période           | Période           | Appartenance politique | Appartenance politique  | Notes |
| ---- | --------------------- | --------------------------------------- | ----------------- | ----------------- | ---------------------- | ----------------------- | --- |
| 10   |                       | José Justo Corro (1794-1864)            | 27 février 1836   | 19 avril 1837     |                        | Parti conservateur (es) | Président par intérim. En réponse aux Sept Lois, le Texas proclame son indépendance.                                                           |
| (4)  | Anastasio Bustamante. | Anastasio Bustamante (1780-1853)        | 19 avril 1837     | 18 mars 1839      |                        | Parti conservateur (es) | Élu en 1837, son mandat est marqué par la guerre des Pâtisseries et plusieurs mouvements fédéralistes dans le pays.                            |
| (8)  |                       | Antonio López de Santa Anna (1794-1876) | 18 mars 1839      | 10 juillet 1839   |                        | Parti libéral           | Président par intérim en l'absence de Bustamante parti combattre les fédéralistes.                                                             |
| 11   | Nicolas Bravo         | Nicolás Bravo (1786-1854)               | 10 juillet 1839   | 18 juillet 1839   |                        | Parti conservateur (es) | Président par intérim. |
| (4)  | Anastasio Bustamante. | Anastasio Bustamante (1780-1853)        | 18 juillet 1839   | 22 septembre 1841 |                        | Parti conservateur (es) | De retour, il reprend le cours de son mandat.                                                                                                  |
| 12   |                       | Francisco Javier Echeverría (1797-1852) | 22 septembre 1841 | 10 octobre 1841   |                        | Parti conservateur (es) | Nommé président par intérim par Bustamante qui repart combattre les fédéralistes. Renversé par un coup d'État.                                 |
| (8)  |                       | Antonio López de Santa Anna (1794-1876) | 10 octobre 1841   | 26 octobre 1842   |                        | Parti libéral           | Président provisoire avec la promesse de rétablir la Constitution de 1824. Il rend obligatoire l'instruction des jeunes de sept à quinze ans.  |
| (11) | Nicolas Bravo         | Nicolás Bravo (1786-1854)               | 26 octobre 1842   | 14 mai 1843       |                        | Parti conservateur (es) | Président par intérim avec l'appui de Santa Anna et du Congrès.                                                                                |
| (8)  |                       | Antonio López de Santa Anna (1794-1876) | 14 mai 1843       | 6 septembre 1843  |                        | Parti libéral           | De retour à sa charge de président provisoire.                                                                                                 |
| 13   | Nicolas Bravo         | Valentín Canalizo (1794-1850)           | 7 septembre 1843  | 4 juin 1844       |                        | Parti conservateur (es) | Président par intérim. |
| (8)  |                       | Antonio López de Santa Anna (1794-1876) | 4 juin 1844       | 12 septembre 1844 |                        | Parti libéral           | Élu président en 1844. |
| 14   | Nicolas Bravo         | José Joaquín de Herrera (1792-1854)     | 12 septembre 1844 | 21 septembre 1844 |                        | Parti libéral           | Nommé président par intérim en l'absence de Canalizo, à qui était promis le poste.                                                             |
| (13) | Nicolas Bravo         | Valentín Canalizo (1794-1850)           | 21 septembre 1844 | 6 décembre 1844   |                        | Parti conservateur (es) | Président par intérim en l'absence de Santa Anna, il est capturé par les fédéralistes et chassé du pays.                                       |
| (14) | Nicolas Bravo         | José Joaquín de Herrera (1792-1854)     | 6 décembre 1844   | 30 décembre 1845  |                        | Parti libéral           | Président choisi par les fédéralistes contre Santa Anna. En réponse à l'annexion du Texas par les États-Unis, il prépare une armée.            |
| 15   | Nicolas Bravo         | Mariano Paredes y Arrillaga (1797-1849) | 31 décembre 1845  | 28 juillet 1846   |                        | Parti conservateur (es) | Président par intérim après le coup d'État contre Herrera. Le Yucatán prend son indépendance et les États-Unis déclarent la guerre au Mexique. |
| (11) | Nicolas Bravo         | Nicolás Bravo (1786-1854)               | 28 juillet 1846   | 6 août 1846       |                        | Parti conservateur (es) | Président par intérim dans l'attente du retour de Santa Anna.                                                                                  |

## Deuxième République fédérale (1846-1853)
La Deuxième République fédérale est formée au début de la guerre américano-mexicaine. Avec la défaite, le Mexique perd plus de la moitié de son territoire. Le régime se termine par la dictature d'Antonio López de Santa Anna jusqu'à son renversement en 1855.
| No   | Portrait      | Nom                                     | Période           | Période           | Appartenance politique | Appartenance politique  | Notes |
| ---- | ------------- | --------------------------------------- | ----------------- | ----------------- | ---------------------- | ----------------------- | --- |
| 16   |               | José Mariano Salas (1797-1867)          | 6 août 1846       | 23 décembre 1846  |                        | Parti conservateur (es) | Président provisoire. Il restaure la Constitution de 1824 et organise des élections, remportées par Santa Anna.                                                   |
| (7)  |               | Valentín Gómez Farías (1781-1858)       | 23 décembre 1846  | 21 mars 1847      |                        | Parti libéral           | Il exerce la présidence pendant que Santa Anna est au front. La vente des biens ecclésiastiques provoque la révolte des Polkos (es).                              |
| (8)  |               | Antonio López de Santa Anna (1794-1876) | 21 mars 1847      | 2 avril 1847      |                        | Parti libéral           | 9e mandat. Président pendant les quelques jours qu'il passe dans la capitale.                                                                                     |
| 17   |               | Pedro María Anaya (1794-1854)           | 2 avril 1847      | 20 mai 1847       |                        | Parti libéral           | Président par intérim, il part ensuite au front. |
| (8)  |               | Antonio López de Santa Anna (1794-1876) | 20 mai 1847       | 16 septembre 1847 |                        | Parti libéral           | 10e mandat. À nouveau président, il démissionne quand les Américains entrent dans Mexico.                                                                         |
| 18   |               | Manuel de la Peña y Peña (1789-1850)    | 16 septembre 1847 | 13 novembre 1847  |                        | Parti conservateur (es) | Il transfère le gouvernement à Querétaro et ouvre les négociations de paix avec les États-Unis.                                                                   |
| (17) |               | Pedro María Anaya (1794-1854)           | 13 novembre 1847  | 8 janvier 1848    |                        | Parti libéral           | Président par intérim. |
| (18) |               | Manuel de la Peña y Peña (1789-1850)    | 8 janvier 1848    | 2 juin 1848       |                        | Parti conservateur (es) | Il revient négocier la paix et signe le traité de Guadalupe Hidalgo.                                                                                              |
| (14) | Nicolas Bravo | José Joaquín de Herrera (1792-1854)     | 2 juin 1848       | 15 janvier 1851   |                        | Parti libéral           | Élu président pour trois ans, son mandat est le premier à se dérouler pacifiquement depuis 1829.                                                                  |
| 19   |               | Mariano Arista (1802-1855)              | 15 janvier 1851   | 5 janvier 1853    |                        | Parti libéral           | Il démissionne face à la rébellion de partisans de Santa Anna. |
| 20   |               | Juan Bautista Ceballos (1811-1859)      | 6 janvier 1853    | 8 février 1853    |                        | Parti libéral           | Président par intérim. |
| 21   |               | Manuel María Lombardini (1802-1853)     | 8 février 1853    | 20 avril 1853     |                        | Parti conservateur (es) | Président provisoire jusqu'au retour de Santa Anna. |
| (8)  |               | Antonio López de Santa Anna (1794-1876) | 20 avril 1853     | 12 août 1855      |                        | Parti libéral           | Il met en place un régime autoritaire et se fait appeler « Son Altesse sérénissime ». Il vend La Mesilla aux États-Unis et officialise l'hymne national mexicain. |
| 22   |               | Martín Carrera (1806-1871)              | 12 août 1855      | 12 septembre 1855 |                        | Parti conservateur (es) | Président par intérim après la chute de Santa Anna. |
| 23   |               | Rómulo Díaz de la Vega (1802-1877)      | 12 septembre 1855 | 3 octobre 1855    |                        | Parti conservateur (es) | De facto à la tête du pouvoir exécutif en tant que chef militaire de la capitale.                                                                                 |
| 24   |               | Juan Álvarez (1790-1867)                | 4 octobre 1855    | 11 décembre 1855  |                        | Parti libéral           | Président par intérim, il finit par démissionner. |
| 25   |               | Ignacio Comonfort (1812-1863)           | 11 décembre 1855  | 21 janvier 1858   |                        | Parti libéral           | Président par intérim puis, avec la Constitution de 1857, président élu. Il tente un coup d'État pour s'affranchir de la Constitution mais doit fuir le pays.     |

## La Réforme (1858-1861)
La période de la Réforme couvre plusieurs moments importants de l'histoire mexicaine. Elle commence avec la guerre de Réforme et s'achève avec la victoire des libéraux de Benito Juárez.

### Président reconnu par les libéraux
| No | Portrait | Nom                       | Période         | Période         | Appartenance politique | Appartenance politique | Notes |
| -- | -------- | ------------------------- | --------------- | --------------- | ---------------------- | ---------------------- | --- |
| -  |          | Benito Juárez (1806-1872) | 21 janvier 1858 | 15 juillet 1861 |                        | Parti libéral          | Président par intérim non reconnu par les conservateurs, il finit par être élu en 1861 à la fin de la guerre. |

### Présidents reconnus par les conservateurs
| No | Portrait | Nom                               | Période          | Période          | Appartenance politique | Appartenance politique  | Notes |
| -- | -------- | --------------------------------- | ---------------- | ---------------- | ---------------------- | ----------------------- | --- |
| -  |          | Félix María Zuloaga (1813-1898)   | 23 janvier 1858  | 24 décembre 1858 |                        | Parti conservateur (es) | Nommé président par intérim en tant que chef des armées conservatrices.                                         |
| -  |          | Manuel Robles Pezuela (1817-1862) | 24 décembre 1858 | 21 janvier 1859  |                        | Parti conservateur (es) | Président provisoire.                                                                                           |
| -  |          | José Mariano Salas (1797-1867)    | 21 janvier 1859  | 2 février 1859   |                        | Parti conservateur (es) | Président provisoire.                                                                                           |
| -  |          | Miguel Miramón (1832-1867)        | 2 février 1859   | 13 août 1860     |                        | Parti conservateur (es) | Président par intérim.                                                                                          |
| -  |          | José Ignacio Pavón (1791-1866)    | 13 août 1860     | 15 août 1860     |                        | Parti conservateur (es) | Président par intérim, il remet le pouvoir à Miramón.                                                           |
| -  |          | Miguel Miramón (1832-1867)        | 15 août 1860     | 24 décembre 1860 |                        | Parti conservateur (es) | Président par intérim. Les conservateurs sont vaincus à la bataille de Calpulalpan.                             |
| -  |          | José Ignacio Pavón (1791-1866)    | 24 décembre 1860 | 15 juillet 1861  |                        | Parti conservateur (es) | Après le départ de Miramón, il assure l'intérim présidentiel pour la seconde fois, jusqu'à la fin de la guerre. |

## La Réunification libérale (1861-1863)
Après la fin de la guerre de Réforme entre libéraux et conservateurs, des élections sont organisées et sont remportées par Benito Juárez et le Parti libéral. 
| No | Portrait | Nom                                 | Période         | Période       | Appartenance politique | Appartenance politique  | Notes |
| -- | -------- | ----------------------------------- | --------------- | ------------- | ---------------------- | ----------------------- | --- |
| 26 |          | Benito Juárez (1806-1872)           | 15 juillet 1861 | 21 avril 1862 |                        | Parti libéral           | Chef des libéraux durant la guerre de la Réforme, il est élu président en 1861, et est renversé moins d'un an plus tard, en 1862, par les conservateurs. |
| 27 |          | Juan Nepomuceno Almonte (1803-1869) | 21 avril 1862   | 25 juin 1863  |                        | Parti conservateur (es) | Nommé président par intérim après la chute de Juarez et de ses partisans.                                                                                |

## Gouvernement provisoire et régence (1863-1864)
Après la défaite des conservateurs et la victoire des libéraux, le général Juan Nepomuceno Almonte approuve en 1861 l'expédition du Mexique décidée par les puissances européennes contre le régime du président Juárez. Accompagnant les troupes françaises, il se proclame président du Mexique par intérim après avoir renversé Juarez en mars 1862. Ensuite, il s'octroie le titre de Chef Suprême de la Nation mexicaine. En attendant l'établissement d'un nouveau régime impérial, Almonte instaure un nouveau conseil de Régence qu'il dirige jusqu'en 1864. 
| Portrait        | Nom                                 | Période       | Période | Notes |
| --------------- | ----------------------------------- | ------------- | --- | --- |
|                 | Juan Nepomuceno Almonte (1803-1869) | 25 juin 1863  | 11 juillet 1863 | En juin 1863, Almonte conserve le pouvoir et établit un nouveau gouvernement qui efface la Constitution de 1857, en tant que Chef du Suprême pouvoir exécutif mexicain. |
| 11 juillet 1863 | Juan Nepomuceno Almonte (1803-1869) | 10 avril 1864 | En juillet 1863, Almonte met en place un conseil de régence en attendant la proclamation du nouvel Empire, et se proclame Régent du Mexique. | |

## Second Empire (1864-1867)
En 1863, les conservateurs offrent la couronne du Mexique à l'archiduc Maximilien d'Autriche, de la maison de Habsbourg-Lorraine. Il accepte le trône. Cet empire dure de 1864 à 1867 et n'existe que grâce au soutien du corps expéditionnaire français.
| Portrait       | Nom                        | Début du règne | Fin du règne | Notes | Armoiries |
| -------------- | -------------------------- | -------------- | ------------ | --- | --------- |
| Maximilien Ier | Maximilien Ier (1832-1867) | 10 avril 1864  | 15 mai 1867  | Maximilien et l'impératrice Charlotte ne sont pas reconnus par les républicains de Benito Juárez. Après sa déchéance et sa capture, il est fusillé au Cerro de las Campanas le 19 juin 1867. |           |

## Restauration républicaine (1867-1876)
En 1867, les forces républicaines de Juárez renversent l'Empire, reprennent Mexico et rétablissent la République. Après la victoire, Benito Juárez est élu à la présidence, une nouvelle fois.  
| No   | Portrait | Nom                                   | Période         | Période          | Appartenance politique | Appartenance politique | Notes |
| ---- | -------- | ------------------------------------- | --------------- | ---------------- | ---------------------- | ---------------------- | --- |
| (26) |          | Benito Juárez (1806-1872)             | 15 mai 1867     | 18 juillet 1872  |                        | Parti libéral          | Juárez gouverne depuis 1858, la date de 1867 étant celle du retour de la république à Mexico. Il est réélu en 1871 mais meurt au pouvoir l'année suivante.         |
| 28   |          | Sebastián Lerdo de Tejada (1823-1889) | 18 juillet 1872 | 20 novembre 1876 |                        | Parti libéral          | Président par intérim à la mort de Juárez, puis élu. Il est réélu en 1876 mais démissionne face à l'avancée des rebelles de Tuxtepec (es) menés par Porfirio Díaz. |
| 29   |          | José María Iglesias (1823-1891)       | 26 octobre 1876 | 28 novembre 1876 |                        | Parti libéral          | Légalement président par intérim mais ignoré par Porfirio Díaz. |

## Porfiriat (1876-1911)
Après la démission du président Sebastián Lerdo de Tejada, le général Porfirio Díaz renverse le gouvernement et prend les rênes du Parti libéral, qu'il tente de réorganiser, et du pays. 
| No   | Portrait | Nom                         | Période           | Période          | Appartenance politique | Appartenance politique | Notes |
| ---- | -------- | --------------------------- | ----------------- | ---------------- | ---------------------- | ---------------------- | --- |
| 30   |          | Porfirio Díaz (1830-1915)   | 28 novembre 1876  | 6 décembre 1876  |                        | Parti libéral          | De facto chargé du pouvoir exécutif.                                                                              |
| 31   |          | Juan N. Méndez (1824-1894)  | 6 décembre 1876   | 16 février 1877  |                        | Parti libéral          | Président par intérim désigné par Porfirio Díaz.                                                                  |
| (30) |          | Porfirio Díaz (1830-1915)   | 17 février 1877   | 30 novembre 1880 |                        | Parti libéral          | Élu président en mai 1877.                                                                                        |
| 32   |          | Manuel González (1832-1893) | 1er décembre 1880 | 30 novembre 1884 |                        | Parti libéral          | Il succède légalement à Díaz. Il développe le chemin de fer et le télégraphe. Sous son mandat est fondée Banamex. |
| (30) |          | Porfirio Díaz (1830-1915)   | 1er décembre 1884 | 25 mai 1911      |                        | Parti porfiriste       | De retour à la présidence, il se fait réélire en 1888, 1892, 1896, 1900, 1904 et 1910.                            |

## Révolution mexicaine (1911-1928)
| No | Portrait                    | Nom                                    | Période           | Période          | Appartenance politique | Appartenance politique | Notes |
| -- | --------------------------- | -------------------------------------- | ----------------- | ---------------- | ---------------------- | ---------------------- | --- |
| 33 | Francisco León de la Barra. | Francisco León de la Barra (1863-1939) | 25 mai 1911       | 6 novembre 1911  |                        | —                      | Président par intérim après la démission et le départ en exil de Porfirio Díaz. |
| 34 | Francisco I. Madero.        | Francisco I. Madero (1873-1913)        | 6 novembre 1911   | 19 février 1913  |                        | PCP                    | Élu en 1911 (18826 voix sur un total de 19997 votants). Il est victime d'un coup d'État, la « décade tragique », et assassiné (es) avec son vice-président José María Pino Suárez. |
| 35 | Pedro Lascuráin Paredes.    | Pedro Lascuráin Paredes (1856-1952)    | 19 février 1913   | 19 février 1913  |                        | PCP                    | Président par intérim pendant 45 minutes, de 17 h 15 à 18 h. |
| 36 | Victoriano Huerta.          | Victoriano Huerta (1845-1916)          | 19 février 1913   | 15 juillet 1914  |                        | —                      | L'un des meneurs des putschistes, il met en place une dictature militaire et dissout le Congrès de l'Union. |
| 37 | Francisco Carvajal.         | Francisco Carvajal (1870-1932)         | 15 juillet 1914   | 13 août 1914     |                        | —                      | Président par intérim après la chute de Huerta, il se rend aux forces de l'opposition. |
| 38 | Eulalio Gutiérrez.          | Eulalio Gutiérrez (1881-1939)          | 6 novembre 1914   | 16 janvier 1915  |                        | Conventionniste        | Président par intérim nommé par la Convention d'Aguascalientes. Il démissionne avant l'arrivée des partisans de Pancho Villa à Mexico. |
| 39 | Roque González Garza.       | Roque González Garza (1885-1962)       | 16 janvier 1915   | 10 juin 1915     |                        | Conventionniste        | Deuxième président intérimaire nommé par la Convention d'Aguascalientes, il échoue à réconcilier les différentes factions révolutionnaires. |
| 40 | Francisco Lagos Cházaro.    | Francisco Lagos Cházaro (1878-1932)    | 10 juin 1915      | 10 octobre 1915  |                        | Conventionniste        | Dernier président par intérim nommé par la Convention d'Aguascalientes, il transfère le gouvernement à Toluca puis démissionne. |
| 41 | Venustiano Carranza.        | Venustiano Carranza (1859-1920)        | 13 août 1914      | 21 mai 1920      |                        | PLC (es)               | De facto à la tête de l'exécutif depuis le 13 août 1914, il ne reconnaît pas les gouvernements issus de la Convention d'Aguascalientes. Il promulgue la Constitution de 1917 puis est élu président le 1er mai. En 1920, pressé par l'opposition, il fuit et est assassiné sur la route de Veracruz. |
| 42 | Adolfo de la Huerta.        | Adolfo de la Huerta (1881-1955)        | 1er juin 1920     | 30 novembre 1920 |                        | PLC (es)               | Il occupe la présidence le temps de convoquer de nouvelles élections. |
| 43 | Álvaro Obregón.             | Álvaro Obregón (1880-1928)             | 1er décembre 1920 | 30 novembre 1924 |                        | PLM                    | Le taux d'alphabétisation passe de 25 % à 50 % grâce à l'action de son ministre José Vasconcelos[réf. nécessaire]. |
| 44 | Plutarco Elías Calles.      | Plutarco Elías Calles (1877-1945)      | 1er décembre 1924 | 30 novembre 1928 |                        | PLM                    | Instauration du sexennat à la place du quadriennat. L'application stricte de la Constitution de 1917 provoque la guerre des Cristeros. |

## Maximato (1928-1934)
Le « Maximato » doit son nom à Plutarco Elías Calles, dit le Jefe máximo de la Revolución (« chef suprême de la révolution »). Les trois présidents de cette période gouvernent sous son influence.
| No | Portrait               | Nom                               | Période           | Période          | Appartenance politique | Appartenance politique | Notes |
| -- | ---------------------- | --------------------------------- | ----------------- | ---------------- | ---------------------- | ---------------------- | --- |
| 45 | Emilio Portes Gil.     | Emilio Portes Gil (1890-1978)     | 1er décembre 1928 | 5 février 1930   |                        | PLM                    | Il exerce la présidence après l'assassinat d'Álvaro Obregón qui avait été élu pour ce mandat. Sous son gouvernement a lieu la fin de la guerre des Cristeros. |
| 46 | Pascual Ortiz Rubio.   | Pascual Ortiz Rubio (1877-1963)   | 5 février 1930    | 2 septembre 1932 |                        | PNR                    | Il démissionne au bout de dix-huit mois. |
| 47 | Abelardo L. Rodríguez. | Abelardo L. Rodríguez (1889-1967) | 3 septembre 1932  | 30 novembre 1934 |                        | PNR                    | Son mandat est marqué par l'interdiction des réélections, qui prépare l'ère des présidents de Six Ans, et par la fondation de Banobras.                       |

## Présidences sexennales (depuis 1934)
| No | Portrait                     | Nom                                      | Élection | Mandat            | Mandat            | Parti | Parti    | Notes |
| No | Portrait                     | Nom                                      | Élection | Début             | Fin               | Parti | Parti    | Notes |
| -- | ---------------------------- | ---------------------------------------- | -------- | ----------------- | ----------------- | ----- | -------- | --- |
| 48 | Lázaro Cárdenas.             | Lázaro Cárdenas (1895-1970)              | 1934     | 1er décembre 1934 | 30 novembre 1940  |       | PNR      | Il nationalise l'industrie pétrolière et fonde Pemex. Il ouvre les portes du pays aux réfugiés de la guerre d'Espagne ainsi qu'à Léon Trotski.                                    |
| 49 | Manuel Ávila Camacho.        | Manuel Ávila Camacho (1897-1955)         | 1940     | 1er décembre 1940 | 30 novembre 1946  |       | PRM (es) | Il fait entrer tardivement le pays dans la Seconde Guerre mondiale aux côtés des Alliés et envoie une force aérienne expéditionnaire (es) combattre dans le Pacifique.            |
| 50 | Miguel Alemán Valdés.        | Miguel Alemán Valdés (1900-1983)         | 1946     | 1er décembre 1946 | 30 novembre 1952  |       | PRI      | Son gouvernement met en place une politique d'industrialisation par substitution aux importations pour développer l'économie. Anticommuniste, il s'attaque à la gauche syndicale. |
| 51 | Adolfo Ruiz Cortines.        | Adolfo Ruiz Cortines (1889-1973)         | 1952     | 1er décembre 1952 | 30 novembre 1958  |       | PRI      | Il permet le vote des femmes à toutes les élections et maîtrise momentanément l'inflation.                                                                                        |
| 52 | Adolfo López Mateos.         | Adolfo López Mateos (1909-1969)          | 1958     | 1er décembre 1958 | 30 novembre 1964  |       | PRI      | Il réaffirme la doctrine Estrada au moment de la révolution cubaine et met fin à la dispute avec les États-Unis concernant le Chamizal.                                           |
| 53 | Gustavo Díaz Ordaz.          | Gustavo Díaz Ordaz (1911-1979)           | 1964     | 1er décembre 1964 | 30 novembre 1970  |       | PRI      | Son mandat est marqué par les Jeux olympiques de Mexico (1968), la Coupe du monde de football 1970 et surtout par le massacre de Tlatelolco dix jours avant l'ouverture des Jeux. |
| 54 | Gustavo Díaz Ordaz.          | Luis Echeverría (1922-2022)              | 1970     | 1er décembre 1970 | 30 novembre 1976  |       | PRI      | En 1971 a lieu le massacre de Corpus Christi. |
| 55 | José López Portillo.         | José López Portillo (1920-2004)          | 1976     | 1er décembre 1976 | 30 novembre 1982  |       | PRI      | Alors que l'exploitation du pétrole du golfe du Mexique porte la croissance à 9 % en 1979, le deuxième choc pétrolier fait entrer le pays en crise. Il nationalise les banques.   |
| 56 | Miguel de la Madrid.         | Miguel de la Madrid (1934-2012)          | 1982     | 1er décembre 1982 | 30 novembre 1988  |       | PRI      | Son mandat est marqué par les difficultés économiques et le séisme de 1985 à Mexico.                                                                                              |
| 57 | Carlos Salinas de Gortari.   | Carlos Salinas de Gortari (né en 1948)   | 1988     | 1er décembre 1988 | 30 novembre 1994  |       | PRI      | Il dénationalise des entreprises, signe l'ALENA contient les attaques de rébellion zapatiste qui a déclaré la guerre au gouvernement fédéral.                                     |
| 58 | Ernesto Zedillo.             | Ernesto Zedillo (né en 1951)             | 1994     | 1er décembre 1994 | 30 novembre 2000  |       | PRI      | Il devient candidat du PRI après l'assassinat de Luis Donaldo Colosio. |
| 59 | Vicente Fox.                 | Vicente Fox (né en 1942)                 | 2000     | 1er décembre 2000 | 30 novembre 2006  |       | PAN      | Premier président depuis 71 ans à ne pas être issu du PRI, il veut mettre fin à la corruption mais échoue.                                                                        |
| 60 | Felipe Calderón.             | Felipe Calderón (né en 1962)             | 2006     | 1er décembre 2006 | 30 novembre 2012  |       | PAN      | Après son élection controversée, il initie en 2006 la guerre de la drogue contre les cartels. La violence dans le pays explose et fait plus de 120 000 morts en six ans.          |
| 61 | Enrique Peña Nieto.          | Enrique Peña Nieto (né en 1966)          | 2012     | 1er décembre 2012 | 30 novembre 2018  |       | PRI      | Élu malgré des suspicions de fraudes, il perd vite sa crédibilité après les enlèvements d'Iguala et fait face à de nombreuses accusations de corruption.                          |
| 62 | Andrés Manuel López Obrador. | Andrés Manuel López Obrador (né en 1953) | 2018     | 1er décembre 2018 | 30 septembre 2024 |       | MORENA   | Élu avec plus de 30 millions de voix. Son mandat est marqué par la pandémie de Covid-19 qui fait 200 000 morts dans le pays.                                                      |
| 63 | Claudia Sheinbaum.           | Claudia Sheinbaum (née en 1962)          | 2024     | 1er octobre 2024  | en cours          |       | MORENA   | Première femme élue présidente dans l'histoire du Mexique, avec près de 36 millions de voix.                                                                                      |

## Données et caractéristiques

### Anciens présidents encore en vie
- Carlos Salinas de Gortari, né le 3 avril 1948 (76 ans) ;
- Ernesto Zedillo, né le 27 décembre 1951 (73 ans) ;
- Vicente Fox, né le 2 juillet 1942 (82 ans) ;
- Felipe Calderón, né le 18 août 1962 (62 ans) ;
- Enrique Peña Nieto, né le 20 juillet 1966 (58 ans) ;
- Andrés Manuel López Obrador, né le 13 novembre 1953 (71 ans).

### États d'origine
| État                       | Nombre | Présidents |
| -------------------------- | ------ | --- |
| District Fédéral de Mexico | 14     | - Mariano Paredes y Arrillaga (15) - José Mariano Salas (16) - Manuel de la Peña y Peña (18) - Manuel María Lombardini (21) - Rómulo Díaz de la Vega (23) - Miguel Miramón (29) - José María Iglesias (32) - Pedro Lascuráin Paredes (38) - Luis Echeverría (57) - José López Portillo (58) - Carlos Salinas de Gortari (60) - Ernesto Zedillo (61) - Vicente Fox (62) - Claudia Sheinbaum (66) |
| Veracruz                   | 8      | - Antonio López de Santa Anna (8) - Francisco Javier Echeverría (12) - José Joaquín de Herrera (14) - José Ignacio Pavón (30) - Sebastián Lerdo de Tejada (31) - Francisco Lagos Cházaro (43) - Miguel Alemán Valdés (53) - Adolfo Ruiz Cortines (54) |
| Coahuila                   | 5      | - Melchor Múzquiz (5) - Francisco I. Madero (37) - Eulalio Gutiérrez (41) - Roque González Garza (42) - Venustiano Carranza (44) |
| Puebla                     | 5      | - Martín Carrera (21) - Ignacio Comonfort (25) - Juan N. Méndez (34) - Manuel Ávila Camacho (52) - Gustavo Díaz Ordaz (56) |
| Sonora                     | 5      | - Félix María Zuloaga (27) - Adolfo de la Huerta (45) - Álvaro Obregón (46) - Plutarco Elías Calles (47) - Abelardo L. Rodríguez (50) |
| Michoacán                  | 4      | - Anastasio Bustamante (4) - Pascual Ortiz Rubio (49) - Lázaro Cárdenas (51) - Felipe Calderón (63) |
| Guerrero                   | 3      | - Vicente Guerrero (2) - Nicolás Bravo (11) - Juan Álvarez (24) |
| Jalisco                    | 3      | - Valentín Gómez Farías (7) - José Justo Corro (10) - Victoriano Huerta (39) |
| Durango                    | 2      | - Guadalupe Victoria (1) - Juan Bautista Ceballos (20) |
| État de Mexico             | 2      | - Adolfo López Mateos (55) - Enrique Peña Nieto (64) |
| Oaxaca                     | 2      | - Benito Juárez (26) - Porfirio Díaz (33) |
| Querétaro                  | 2      | - Manuel Gómez Pedraza (6) - Francisco León de la Barra (36) |
| San Luis Potosí            | 2      | - Miguel Barragán (9) - Mariano Arista (19) |
| Tamaulipas                 | 2      | - Manuel González (35) - Emilio Portes Gil (48) |
| Aguascalientes             | 1      | José María Bocanegra (3) |
| Campeche                   | 1      | Francisco Carvajal (40) |
| Colima                     | 1      | Miguel de la Madrid (59) |
| Guanajuato                 | 1      | Manuel Robles Pezuela (28) |
| Hidalgo                    | 1      | Pedro María Anaya (17) |
| Nuevo León                 | 1      | Valentín Canalizo (13) |
| Tabasco                    | 1      | Andrés Manuel López Obrador (65) |